# Dodonaea vestita
Dodonaea vestita là một loài thực vật có hoa trong họ Bồ hòn. Loài này được Hook. mô tả khoa học đầu tiên năm 1848.